# Курджиев, Курман-Али Алиевич
Курман-Али Алиевич Курджиев (12 июня 1884, аул Каменномост — 7 октября 1937, Москва) — советский политический деятель, первый председатель Карачаево-Черкесского облисполкома. По национальности — карачаевец

## Биография
Родился 12 июня 1884 года в ауле Каменномост.
Окончил Кубанскую учительскую семинарию в станице Ладожской.
С 1904 года работал учителем.
1918 — председатель Каменномостского аульного революционного комитета, председатель Политического бюро,  заведующий рабоче-крестьянской инспекцией.
В 1922—1926 годах — председатель Исполнительного комитета Областного Совета Карачаево-Черкесской автономной области.
1927—1928 — председатель Исполнительного комитета Областного Совета Карачаевской автономной области, член Военно-политического совещания РККА. В 1929—1931 годах Курман-Али занимал должность представителя Карачаевской автономной области при президиуме ВЦИК.

В 1934 году Курджиев вновь был назначен председателем Карачаевского облисполкома и занимал этот пост до 1937 года.
Член ВЦИК.

23 июня 1937 года Курман-Али Курджиев был арестован; 7 октября 1937 года Военной коллегией Верховного cуда СССР он был приговорён к расстрелу по обвинению в организации контрреволюционного восстания на территории бывшей Карачаевской автономной области.
Расстрелян в тот же день. Похоронен на Донском кладбище в общей могиле № 1.
Реабилитирован 11 мая 1957 года.

## Награды
Орден Красного Знамени № 92 (21.02.1933) — за исключительную храбрость, мужество и умелое руководство боевыми действиями.